# Marina Albuquerque
Marina Aguiar de Albuquerque, mais conhecida por Marina Albuquerque (Lisboa, 7 de novembro de 1968), é uma actriz portuguesa.

## Biografia
Frequentou o curso de Teatro no Conservatório.
Em teatro participou em "Confissões de mulheres dos 30". 
Integrou no elenco de "Ana e os Sete", "Mundo Meu", "A Lenda da Garça", "Malucos do Riso", Uma Aventura: Entre as Duas Margens do Rio , Deixa que Te Leve, entre outros.

## Televisão
- Um Amor Feliz RTP 1991
- Desculpem Qualquer Coisinha RTP 1994
- Tudo ao Molho e Fé em Deus RTP 1995 'Liliana'
- Cluedo TVI 1995
- Queridas e Maduras RTP 1995
- Não Há Duas Sem Três RTP 1997
- Ballet Rose RTP 1998 'Cremilde'
- Médico de Família SIC 1998/1999 'Guida'
- Esquadra de Polícia RTP 1999 'Hortênsia'
- Débora RTP 1999
- Jornalistas SIC 1999 'Paula'
- A Lenda da Garça RTP 1999/2000 'Adélia'
- A Senhora Ministra RTP 2000 'Sónia'
- Crianças SOS TVI 2000 'Marília'
- O Fura-Vidas SIC 2000
- Elsa, Uma Mulher Assim RTP 2001
- A Minha Família é uma Animação SIC 2001 'Professora'
- Camilo, o Pendura RTP 2002
- A Minha Sogra é uma Bruxa RTP 2002
- O Último Beijo TVI 2002
- O Bairro da Fonte SIC 2002
- O Jogo SIC 2003 'Alice'
- Inspector Max TVI 2004 'Mãe de um rapaz'
- Ana e os Sete TVI 2003/2005 'Marlene Paiva'
- Compadre Inácio TVI 2005
- Mundo Meu TVI 2005/2006 'Célia Sousa'
- Uma Aventura SIC 2007 'Catarina'
- Aqui Não Há Quem Viva SIC 2008 'Professora'
- Feitiço de Amor TVI 2008
- Chiquititas SIC 2008 'Marta'
- VIP Manicure SIC 2008/2009 'Lisete'
- Liberdade 21 RTP 2009 'Carmo'
- Cenas do Casamento SIC 2009
- Deixa Que Te Leve TVI 2009/2010 'Amália'
- Morangos com Açúcar TVI 2010/2011 'Joana Melo'
- A Família Mata SIC 2011 'Joana'
- Doce Tentação TVI 2012
- Maternidade RTP 2012 'Mãe'
- Hotel Cinco Estrelas RTP 2013 'Esmeralda'
- Giras & Falidas TVI 2014 'Mara Gisela'
- Sol de Inverno SIC 2014 'Advogada'
- Mulheres TVI 2014 'Lucinda'
- A Única Mulher TVI 2016 'Julieta'
- Valor da Vida TVI 2018/2019 'Maria do Céu'
- Prisioneira TVI 2019 'Susete'
- Ai a Minha Vida TVI 2020 'Aida'
- Festa É Festa TVI 2022 'Lurdes'
- Dança Comigo RTP1 2023 Concorrente
- Papel Principal SIC 2024 'Maria do Rosário Rocha'
- Congela TVI 2024 Concorrente

## Filmografia
- Ruth, de António Pinhão Botelho (2018)
- Virados do Avesso, de Edgar Pêra (2014)
- Tabu, de Miguel Gomes (2012)
- O Barão, de Edgar Pêra (2011)